# La Continence de Scipion (Lemoyne)
Pour les articles homonymes, voir La Clémence de Scipion.
La Continence de Scipion est un tableau de François Lemoyne peint en 1726 et conservé au musée des Beaux-Arts de Nancy.

## Histoire
En 1727, Louis-Antoine de Pardaillan de Gondrin relance le Salon, en pause depuis 1704, et organise un concours de peinture auquel participent treize artistes. Le sujet est libre, seules les dimensions sont imposées. Les œuvres sont ensuite exposées dans la galerie d'Apollon du palais du Louvre, et Jean-François de Troy pour Le Repos de Diane et François Lemoyne pour La Continence de Scipion, se partagent le premier prix de 5 000 livres.
C'est cette peinture qui permet à Lemoyne d'être choisi pour peindre L'Apothéose d'Hercule au château de Versailles et, plus largement, de s'imposer comme un des grands noms de la peinture française.
Le tableau est exposé au palais du Luxembourg jusqu'en 1750, puis au palais du Louvre[Quand ?], puis au château de Versailles en 1797, avant d'être envoyé à Lunéville en 1801 et d'enfin rejoindre les collections du musée des Beaux-Arts de Nancy[Quand ?].
Des gravures sont réalisées d'après cette peinture en 1767 ; l'une se trouve au musée Magnin, une autre au British Museum.

## Description
L’œuvre représente La Clémence de Scipion, scène de l'Histoire romaine de Tite-Live, dans laquelle le général romain Scipion l'Africain, après sa victoire au siège de Carthagène lors de la deuxième guerre punique, renonce à une captive. 
Le général, placé au centre d'une architecture de lions de pierre, domine la scène. Il désigne la captive de son bras gauche tandis que son fiancé, Allutius, témoigne de sa gratitude en lui tenant la main. De nombreux personnages aux attitudes contrastés assistent à la scène. 
La peinture est réalisée dans des couleurs froides, une palette claire, une construction rigoureuse, un pinceau rapide et délicat. Ce sont les belles couleurs et la touche délicate de l’œuvre qui lui permirent de remporter le concours de 1727.